# جام حذفی فوتبال سوئیس
 جام حذفی فوتبال سوئیس  (به آلمانی: Schweizer Cup) مسابقاتی است که به صورت حذفی در کشور سوئیس از سال ۱۹۳۴ تاکنون برگزار می‌شود.
باشگاه فوتبال گراس‌هوپر زوریخ با ۱۹ قهرمانی پرافتخارترین تیم این سری مسابقات به حساب می‌آید. وبعدازآن تیم سیون با ۱۳ قهرمانی دررتبه دوم وتیم بازل با ۱۲ قهرمانی دررتبه سوم قراردارند

## پرافتخارترین باشگاه‌ها
| باشگاه         | قهرمانی |
| -------------- | ------- |
| گراس‌هوپر زوریخ | ۱۹      |
| سیون           | ۱۳      |
| اف‌سی بازل      | ۱۲      |
| لوزان اسپورت   | ۹       |
| سروت           | ۷       |
| اف‌سی زوریخ     | ۷       |